# ジャン＝リュック・エトリ
ジャン＝リュック・エトリ（Jean-Luc Ettori, 1955年7月29日 - ）はフランス・マルセイユ出身の元サッカー選手、サッカー指導者。ポジションはGK。
ASモナコ一筋のキャリアを送り、その出場数は750を越える。フランス代表としては1980年にデビュー。1982年に開催されたスペインW杯に出場、3位決定戦以外の6試合でゴールマウスを守った。
PKにおいて左右どちらかにヤマを張って飛ぶ対応が身についておらず、ワールドカップ史上初のPK戦となった準決勝の西ドイツ戦では、西ドイツ3人目ウリ・シュティーリケの力のないシュートを止めたシーン以外は全て棒立ち状態のまま難なくゴールを割られ、結果的にフランスが準決勝で敗退する原因となった。
現役引退後は短期間ではあるが、ASモナコの監督を務めた。

## タイトル
モナコ
- リーグ・アン: 1977-78, 1981-82, 1987-88
- クープ・ドゥ・フランス: 1979-80, 1984-85, 1990-91
- トロフェ・デ・シャンピオン: 1985

その他
- 国家功労勲章シュヴァリエ: 1994[1]